# Mamed Chalidov
Mamed Chalidov (tjetjenska: Мамед Магомедович Халидов, polska: Mamed Chalidow) född 17 juli 1980 i Groznyj, är en polsk mixed martial arts-utövare med tjetjenskt påbrå. I december 2010 fick Chalidov polskt medborgarskap, vilket gjorde att han kunde tävla för Polen.

## Biografi
Chalidov föddes i den tjetjenska delrepublikens huvudort Groznyj år 1980. När han var 17 år gammal flyttade han med ett flertal andra tjetjener till Polen och han bosatte sig i staden Wrocław. I Wrocław gick han språkkurser för att lära sig polska och efter det flyttade han för att studera i Olsztyn. Chalidov är muslim och är gift med en polsk kvinna, Eva, som han tillsammans med har en son som heter Karim.

### Karriär
Chalidov började med kampsport i sin hemstad Groznyj där han vid 13 års ålder började träna kyokoshin karate. Efter att han kommit till den polska staden Olsztyn började han träna taekwondo, brottning och boxning. Han började utöva MMA år 2004.

## Galleri

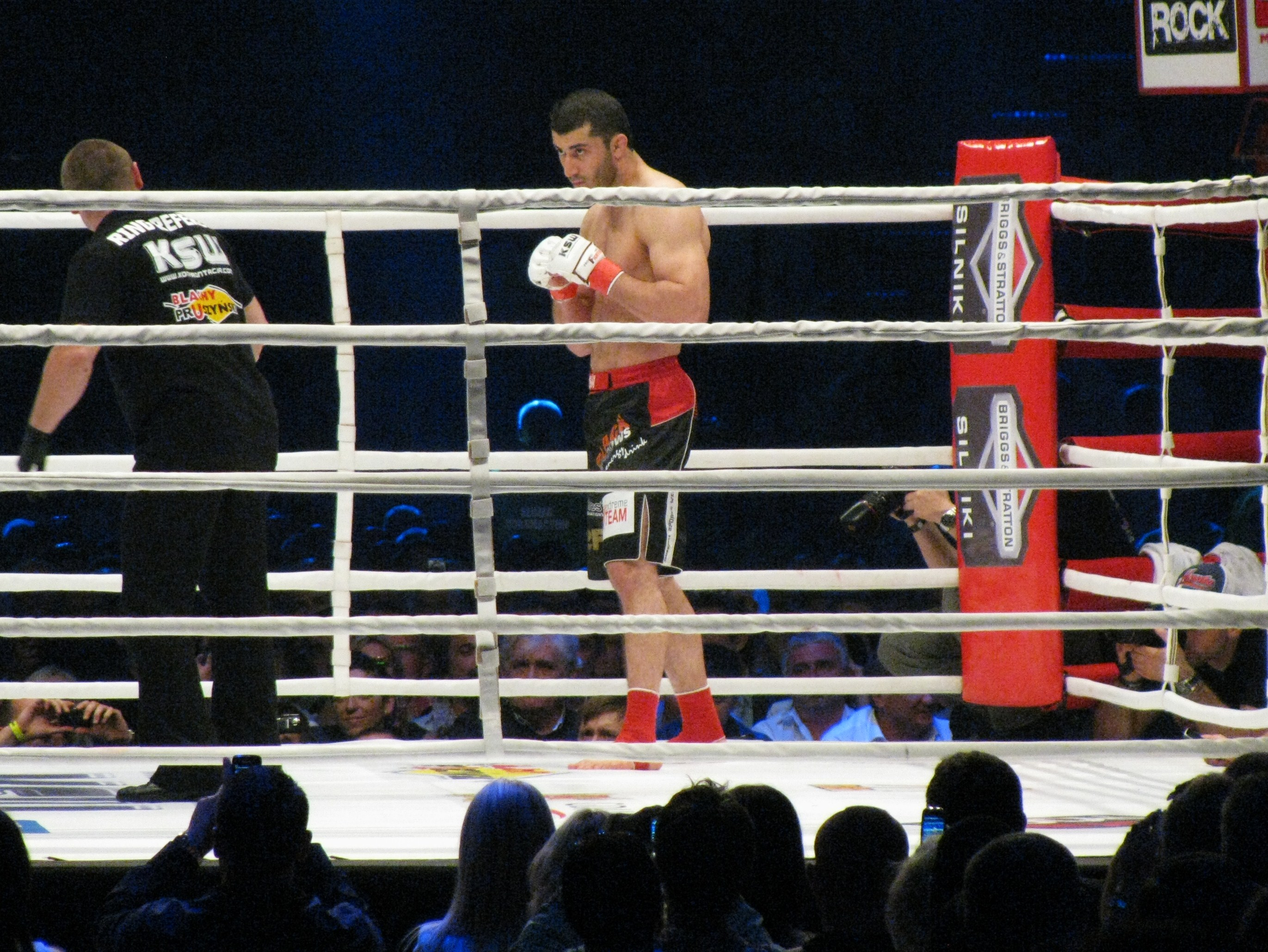
Chalidov den 21 maj 2011
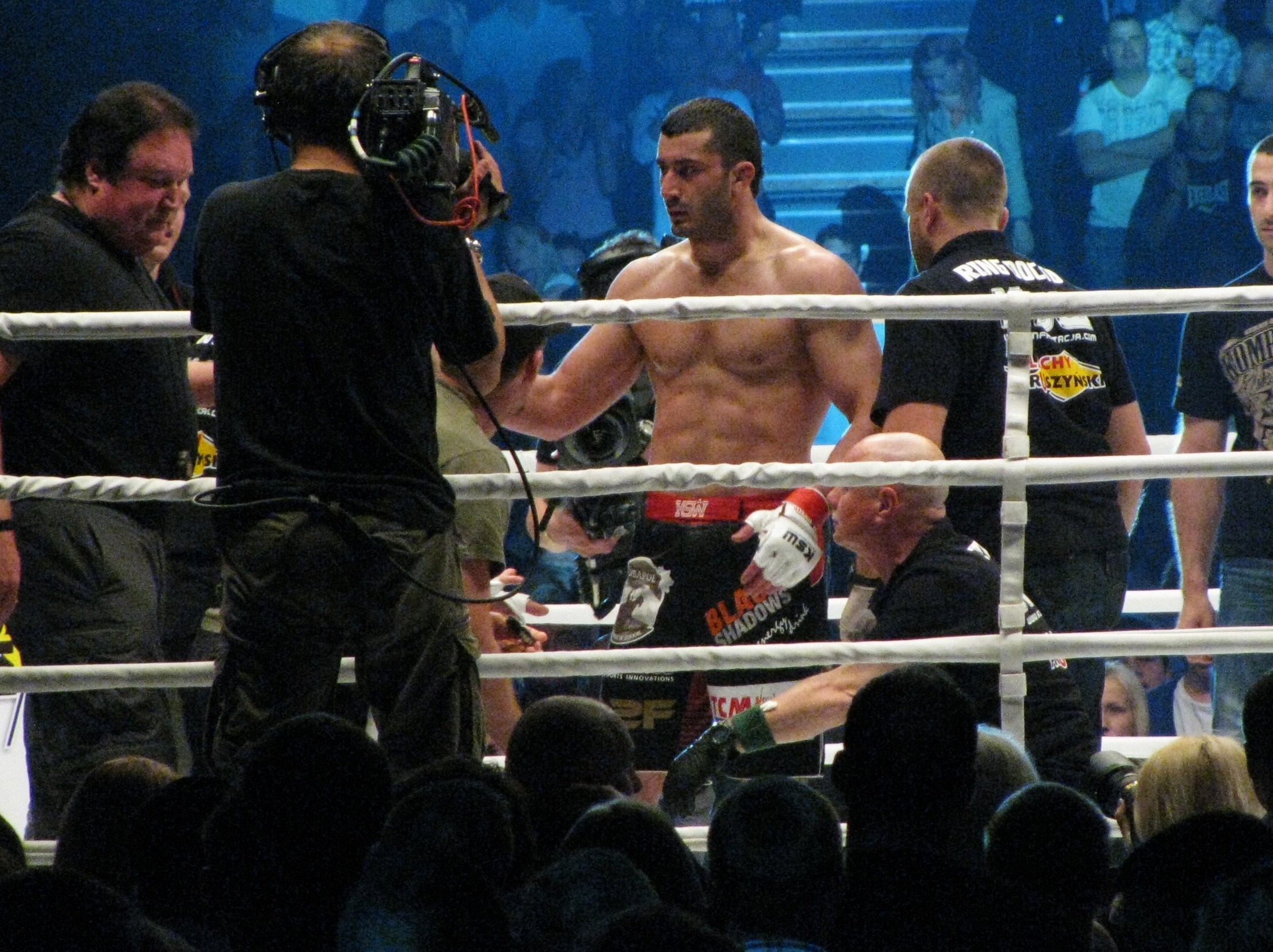
Chalidov vid tävling i Gdańsk, 21 maj 2011